# Mielada

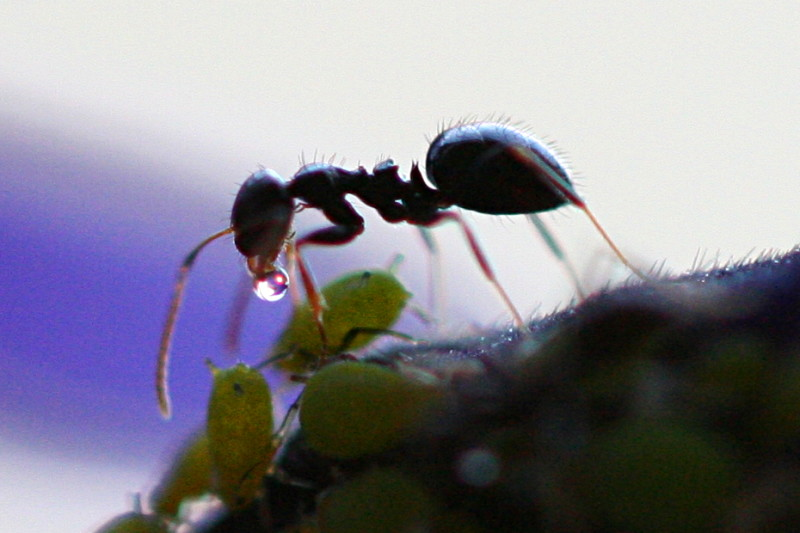
Un áfido produce mielada para una hormiga en una compartida relación de simbiosis.

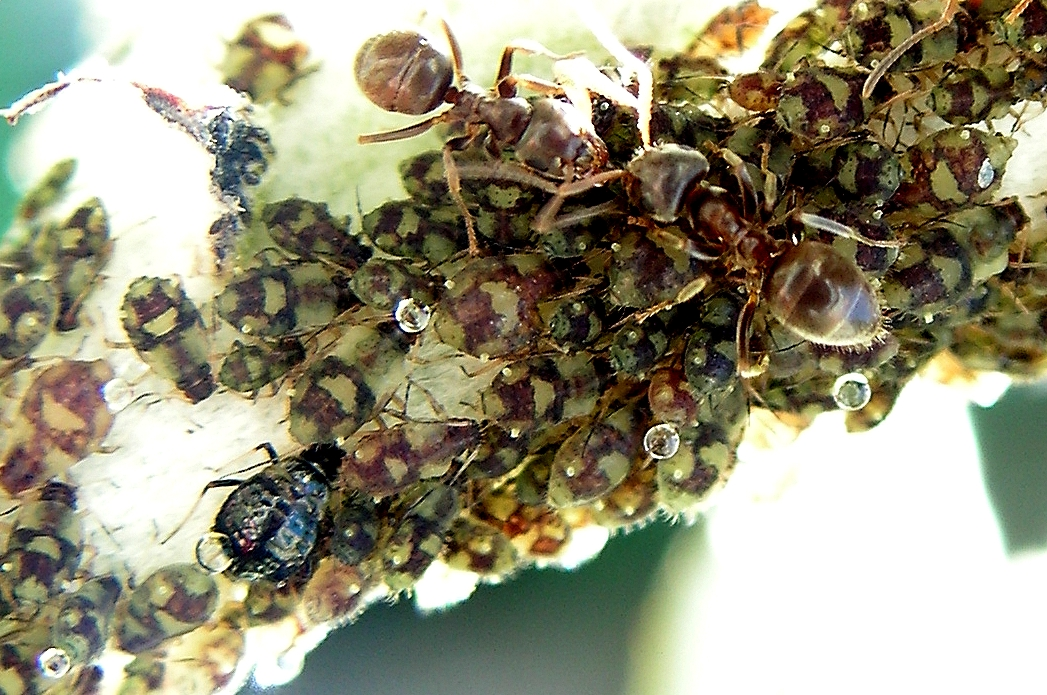
Observe las cinco 'bolsas' de "rocío de miel" en cinco de esos áfidos.

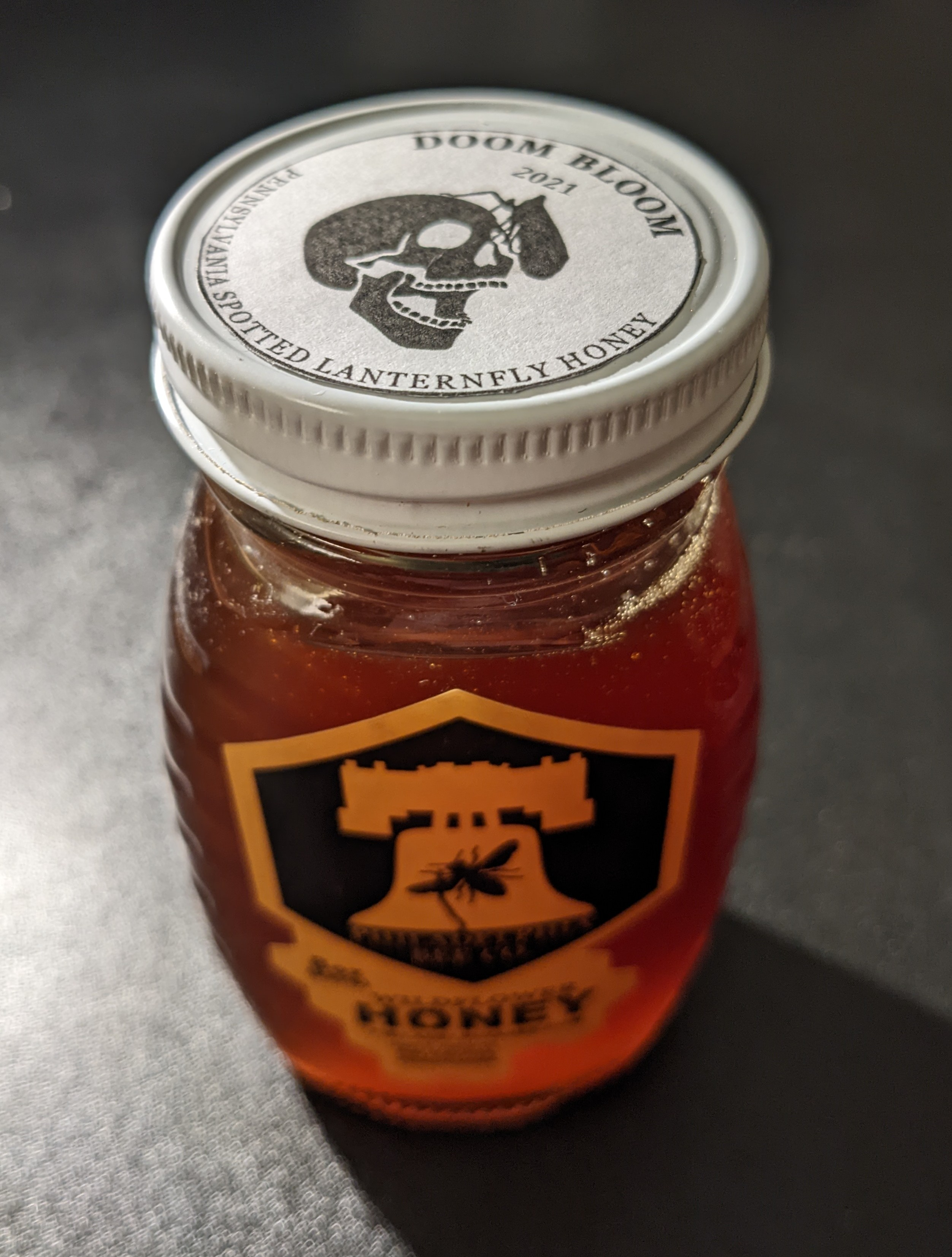
Frasco de vidrio conteniendo miel de mielada.

La ligamaza, rocío de miel, mielada, mielato o melado,  es una sustancia viscosa rica en carbohidratos que aumenta de viscosidad y adherencia al evaporarse el agua y concentrarse los azúcares disueltos, volviéndose más pegajosa.

## Origen
A veces, envuelve las semillas de algunas plantas; otras, es secretada por la propia planta (y llega a ser confundida con savia, pero se diferencia de esta por su escaso contenido en nitrógeno y otros nutrientes); y otras ocasiones es secretada por parásitos de la planta.
No obstante, también secretan esta sustancia algunos insectos fitófagos que se alimentan de savia, como los áfidos (pulgones) y algunas cochinillas. Cuando el insecto perfora con sus piezas bucales el floema de la planta, la savia es succionada de la planta nutricia y, tras la digestión, la ligamaza es excretada en forma de líquido azucarado.

## Consumo
Este rocío es recolectado por ciertas especies de avispas, y también abejas, que lo procesan en miel de mielada, una miel muy oscura y fuerte, muy apreciada en partes de Europa y de Asia por su destacado valor medicinal.
Algunas hormigas también recolectan u «ordeñan» el rocío de miel directamente de los áfidos, estableciendo un mutualismo, ya que las hormigas ahuyentan a los predadores como las mariquitas llegando a alcanzar relaciones interespecíficas de gran complejidad.
Esta sustancia también puede causar micosis negras de ascomicetos, como la fumagina en muchas plantas ornamentales, pudiendo originar pérdidas de jardinería.